# رپوتنستاین
رپوتنستاین (به آلمانی: Rappottenstein) یک منطقهٔ مسکونی در اتریش است که در ناحیه تسوتل واقع شده‌است. رپوتنستاین ۶۵٫۷۶ کیلومتر مربع مساحت دارد ۶۷۱ متر بالاتر از سطح دریا واقع شده‌است.